# Episodi di Viola come il mare (seconda stagione)
La seconda stagione della serie televisiva Viola come il mare, composta da 12 episodi, è stata trasmessa in prima visione su Canale 5 dal 3 maggio al 6 giugno 2024 in sei prime serate. Prima della messa in onda televisiva la stagione è stata pubblicata in esclusiva sulla piattaforma di streaming Mediaset Infinity il 24 aprile con i primi sei episodi e il 10 maggio 2024 con i rimanenti sei.
| nº | Titolo                         | Titolo          | Pubblicazione  | Prima TV       |
| nº | In streaming                   | In chiaro       | Pubblicazione  | Prima TV       |
| -- | ------------------------------ | --------------- | -------------- | -------------- |
| 1  | Celeste come il senso di colpa | Prima puntata   | 24 aprile 2024 | 3 maggio 2024  |
| 2  | Rosso come la vergogna         | Prima puntata   | 24 aprile 2024 | 3 maggio 2024  |
| 3  | Nero come la paura             | Seconda puntata | 24 aprile 2024 | 9 maggio 2024  |
| 4  | Giallo come la fratellanza     | Seconda puntata | 24 aprile 2024 | 9 maggio 2024  |
| 5  | Verde come la sottomissione    | Terza puntata   | 24 aprile 2024 | 16 maggio 2024 |
| 6  | Oro come l'ammirazione         | Terza puntata   | 24 aprile 2024 | 16 maggio 2024 |
| 7  | Indaco come l'affetto          | Quarta puntata  | 10 maggio 2024 | 23 maggio 2024 |
| 8  | Rosa come il coraggio          | Quarta puntata  | 10 maggio 2024 | 23 maggio 2024 |
| 9  | Rosso come la rabbia           | Quinta puntata  | 10 maggio 2024 | 30 maggio 2024 |
| 10 | Grigio come la rassegnazione   | Quinta puntata  | 10 maggio 2024 | 30 maggio 2024 |
| 11 | Blu come la fiducia            | Sesta puntata   | 10 maggio 2024 | 6 giugno 2024  |
| 12 | Viola come il "per sempre"     | Sesta puntata   | 10 maggio 2024 | 6 giugno 2024  |

## Prima puntata

### Celeste come il senso di colpa
- Diretto da: Alexis Sweet
- Soggetto e sceneggiatura di: Silvia Leuzzi

Viola affronta cambiamenti radicali sul lavoro, mentre Demir deve gestire un nuovo PM e un grave problema familiare, con sfide e rivelazioni sorprendenti.
- Ascolti: telespettatori 2 899 000 – share 16,70%[7].

### Rosso come la vergogna
- Diretto da: Alexis Sweet
- Soggetto di: Lorenzo Righi
- Scritto da: Silvia Leuzzi e Lorenzo Righi

#### Trama
Un uomo, Vincenzo Russo, viene trovato morto a casa sua. La causa della morte è avvelenamento da cianuro, trovato in delle paste di mandorle presenti nel frigo della vittima. Dell'omicidio viene incolpata Carmela La Rosa, proprietaria della pasticceria da cui venivano le paste di mandorle, con cui Russo aveva intrapreso una sorta di relazione. In realtà Russo era un truffatore e Carmela era stata solo una delle sue 24 vittime, tra cui Luisa Marino, donna delle pulizie nel condominio e reale responsabile dell'omicidio. Viola fa sapere a Francesco di voler stare con lui anche solo per una notte, che le dà appuntamento al giorno dopo. Il giorno seguente però, Francesco trova nella borsa di Viola la stessa foto raffigurante un uomo che ha trovato tra le cose di sua madre. Capisce così che lui e Viola potrebbero essere fratelli.
- Ascolti: telespettatori 2 899 000 – share 16,70%[7].

## Seconda puntata

### Nero come la paura
- Diretto da: Alexis Sweet
- Soggetto di: Nicolò Orlandini
- Scritto da: Umberto Gnoli

#### Trama
- Ascolti: telespettatori 2 515 000 – share 14,00%[8].

### Giallo come la fratellanza
- Diretto da: Alexis Sweet
- Soggetto di: Silvia Leuzzi e Nicolò Orlandini
- Scritto da: Silvia Leuzzi

#### Trama
- Ascolti: telespettatori 2 515 000 – share 14,00%[8].

## Terza puntata

### Verde come la sottomissione
- Diretto da: Alexis Sweet
- Soggetto di: Giovanni Di Giamberardino
- Scritto da: Silvia Leuzzi e Giovanni Di Giamberardino

#### Trama
- Ascolti: telespettatori 2 375 000 – share 15,10%[9].

### Oro come l'ammirazione
- Diretto da: Alexis Sweet
- Soggetto di: Silvia Leuzzi
- Scritto da: Silvia Leuzzi e Giorgia Mariani

#### Trama
- Ascolti: telespettatori 2 375 000 – share 15,10%[9].

## Quarta puntata

### Indaco come l'affetto
- Diretto da: Laszlo Barbo
- Soggetto di: Gianluca Gloria
- Scritto da: Elena Buccaccio e Lorenzo Righi

#### Trama
- Ascolti: telespettatori 2 059 000 – share 12,80%[10].

### Rosa come il coraggio
- Diretto da: Laszlo Barbo
- Soggetto di: Nicolò Orlandini
- Scritto da: Costanza Cerasi

#### Trama
- Ascolti: telespettatori 2 059 000 – share 12,80%[10].

## Quinta puntata

### Rosso come la rabbia
- Diretto da: Laszlo Barbo
- Soggetto di: Jessica Quacquarelli
- Scritto da: Alessandro Zullato

#### Trama
- Ascolti: telespettatori 2 296 000 – share 14,20%[11].

### Grigio come la rassegnazione
- Diretto da: Laszlo Barbo
- Soggetto di: Giorgia Mariani
- Scritto da: Mario Ruggeri

#### Trama
- Ascolti: telespettatori 2 296 000 – share 14,20%[11].

## Sesta puntata

### Blu come la fiducia
- Diretto da: Alexis Sweet
- Soggetto di: Silvia Leuzzi
- Scritto da: Silvia Leuzzi e Costanza Cerasi

#### Trama
- Ascolti: telespettatori 2 228 000 – share 14,90%[12].

### Viola come il "per sempre"
- Diretto da: Alexis Sweet
- Soggetto e sceneggiatura di: Silvia Leuzzi

#### Trama
- Ascolti: telespettatori 2 228 000 – share 14,90%[12].